# MongoDB
A MongoDB nyílt forráskódú dokumentumorientált adatbázis szoftver, amelyet a MongoDB inc. (korábbi nevén 10gen) fejleszt. A NoSQL adatbázisszerverek közé tartozik. A dokumentumokat JSON-szerű formátumban tárolja (BSON). A MongoDB-t olyan nagyobb felhasználók is használják, mint az MTV Networks, a Craigslist és a FourSquare. A legnépszerűbb NoSQL adatbázis szoftver.

## Története
A MongoDB fejlesztését 2007-ben kezdték a 10gen-nél, amikor a cég egy platform szolgáltatás fejlesztésén dolgozott. 2009-ben a szoftvert nyílt forráskódúvá tették önálló termékként.
Az 1.4-es verzió 2010 márciusi kiadásával a fejlesztő csapat éles üzemre késznek tartja a terméket.

## Főbb tulajdonságok
Egy rövid összefoglaló a MongoDB főbb tulajdonságairól:
Ad hoc lekérdezések
A MongoDB támogatja a keresést mező alapján, érték-tartomány alapján vagy reguláris kifejezéssel. A lekérdezések visszaadhatják a dokumentum egy meghatározott részét és tartalmazhatnak javascript funkciókat is.
Indexek
A MongoDB lehetővé teszi, hogy a dokumentum bármelyik mezője alapján indexet készítsünk.
Replikáció
A MongoDB támogatja a master-slave replikációt. Ebben az esetben a master hajthat végre írás műveleteket, a slave szerverek másolják az adatokat, olvasásra biztonsági mentésre használhatóak. A slave adatbázisok képesek új master adatbázist választani, ha a master meghibásodik.
Terheléselosztás
A MongoDB horizontálisan skálázható sharding használatával. A fejlesztőnek kell shard kulcsot választania, amely meghatározza, hogyan lesz elosztva gyűjtemény adathalmaza.
Fájl tároló
A MongoDB-t lehet elosztott fájlrendszerként is használni, ezt GridFS-nek hívják.
Aggregáció
MapReduce algoritmusok használhatóak kötegelt feldolgozáshoz és aggregációra. Ezeket a programokat javascript nyelven kell megírni.

## Kritika
Mint a legtöbb NoSQL szoftver, a MongoDB sem képes ACID viselkedést biztosítani. A szerver nagyon korlátozott támogatást ad UTF-8 karakterekre, így az angoltól eltérő nyelvű szövegek rendezése problémába ütközik.
A MongoDB nagyon korlátozott képességekkel rendelkezik 32 bites rendszereken. A fejlesztők 64 bites rendszereket ajánlanak.
Több felhasználó tapasztalt problémákat amikor az adatbázis mérete túlnőtt a fizikai memórián.